# Дикинсон, Дональд
Дональд Дикинсон (англ. Donald Dickinson; 17 января 1846, Осуиго, Нью-Йорк — 15 октября 1917, Детройт, Мичиган) — американский государственный и политический деятель.

## Биография
Родился в округе Осуиго, штат Нью-Йорк, 17 января 1846 года и переехал с семьёй в Мичиган, когда ему было два года. В 1867 году окончил юридический факультет Мичиганского университета и имел успешную практику в Детройте, часто выступая в Верховном суде США.
В 1872 году зарекомендовал себя в политике штата, работая над эффективной деятельностью Демократической партии, который в то время был в большей степени республиканским. Был членом Демократического национального комитета от Мичигана в 1880—1885 годах и одним из первых сторонников кандидатуры Гровера Кливленда на должность президента в 1884 году. После подведения итогов выборов Гловер Кливленд предложил Дональду Дикинсону место в Комиссии по государственной службе, но он отказался. Однако, в 1887 году принял назначение на должность генерального почтмейстера США с 6 января 1888 года и работал до конца первого срока Гловера Кливленда в 1889 году. Забастовка на железной дороге вскоре после того, как Дональд Дикинсон вступил в должность, прервала работу почты в стране. Он отказался использовать федеральные силы для подавления забастовки и вместо этого изменил маршруты, чтобы почтовые поставки могли продолжаться. По просьбе Гловера Кливленда он начал реформу государственной службы и перешёл к практике найма, чтобы минимизировать влияние покровительства на почтовую службу.
После поражения Гловера Кливленда на выборах, вернулся к юридической практике в Детройте. Впоследствии возглавил делегацию Мичигана на Национальном съезде Демократической партии 1892 года, на котором был повторно выбран Гловер Кливленд. Мнение Дональда Дикинсона пошло вразрез с Демократической партией из-за влияния Уильяма Дженнингса Брайана и его денежных предложений. Поддержал республиканцев Уильяма Мак-Кинли и Теодора Рузвельта в 1900 году, а также поддержал неудачную попытку баллотироваться Теодора Рузвельта в качестве кандидата от третьей партии в 1912 году.
Умер в Детройте 15 октября 1917 года и похоронен на кладбище Элмвуд. Округ Дикинсон в штате Мичиган назван в его честь.